# Benh Zeitlin

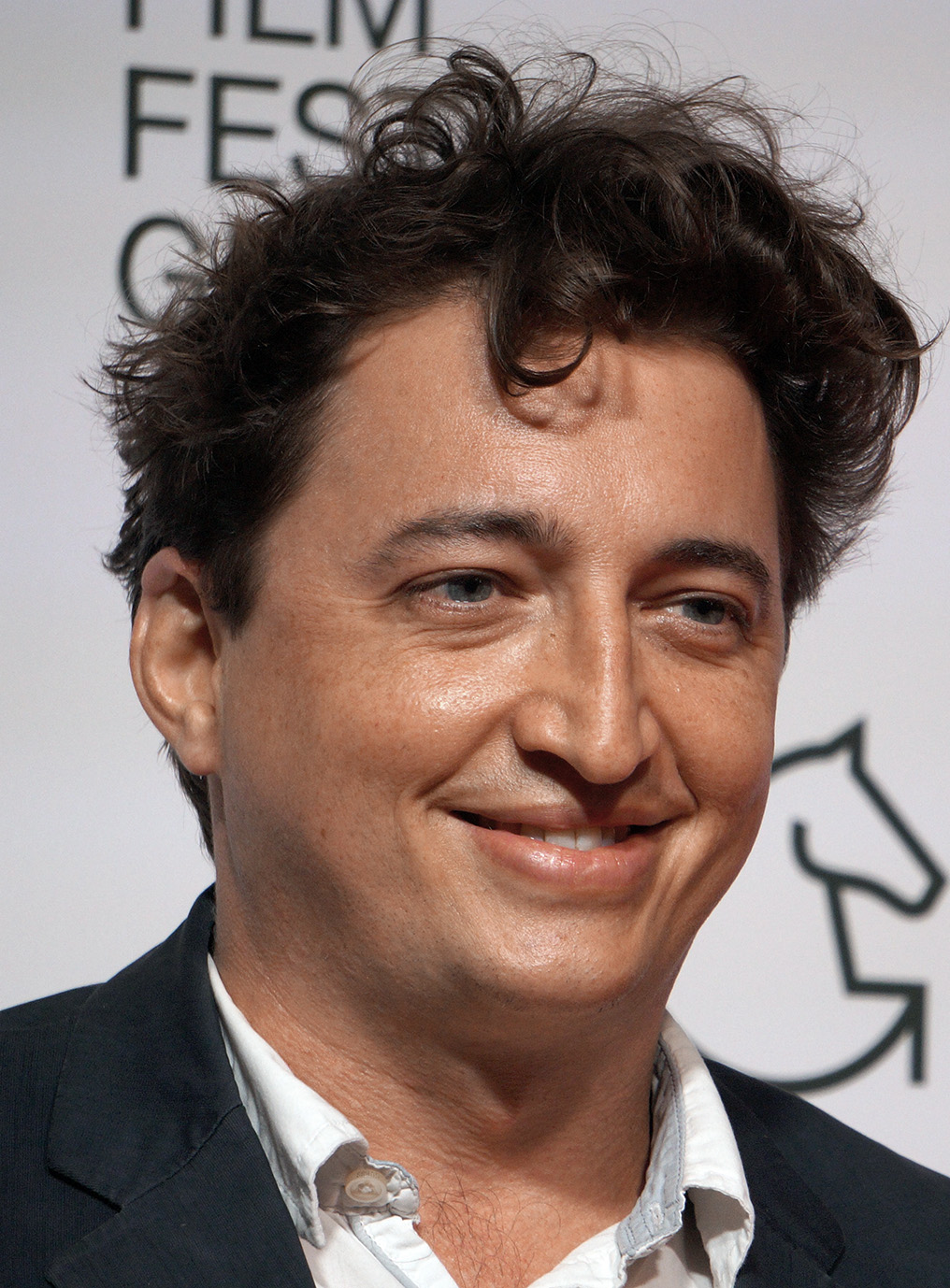
Benh Zeitlin (2020)

Benh Zeitlin (* 14. Oktober 1982 in Queens, New York) ist ein US-amerikanischer Filmemacher. Der Regisseur, Drehbuchautor und Filmkomponist, der früher auch als Kameramann und Filmeditor an seinen Werken arbeitete, ist Mitglied des unabhängigen Filmkollektivs „Court 13“ in New Orleans. Bekanntheit erlangte er durch seine im Süden Louisianas spielenden Filme Glory at Sea (2008) und Beasts of the Southern Wild (2012). Letztgenanntes Werk, sein Spielfilmdebüt, brachte ihm unter anderem den Hauptpreis auf dem Sundance Film Festival und vier Oscar-Nominierungen ein.

## Leben

### Kindheit, Ausbildung und Gründung von „Court 13“
Benh Zeitlin ist der Sohn zweier Volkskundler, die beide an der University of Pennsylvania studierten. Sein Vater Steve Zeitlin arbeitete für die Smithsonian Institution und war 1986 Gründungsdirektor der Non-Profit-Organisation „City Lore“, des New York Center for Urban Culture. Seine Mutter Amanda Dargan arbeitete unter anderem mit ihrem Ehemann an dem Projekt „City Play“ zusammen, ein fotografisches Essay, dass das Leben von Kindern in den Straßen New Yorks behandelte und leitet das Bildungsprogramm des „City Lore“. Benh Zeitlin wuchs mit seiner Schwester Eliza in Westchester County, New York, auf. Als Kind nahmen ihn seine Eltern unter anderem häufig nach Coney Island mit, wo er auf die verschiedensten Persönlichkeiten traf („Meine Helden sind die wilden, exzentrischen, sozial schwächeren Menschen, von denen mein Leben als Kind geprägt war. Ich verbrachte viel Zeit in der Coney-Island-Freak-Show mit Männern ohne Arme und Beine, die sich Zigaretten drehen konnten […] Ich denke, das war vermutlich der größte Einfluss.“)
Zeitlin studierte an der Privatuniversität Wesleyan in Connecticut die Fächer Filmwissenschaft und Soziologie. Während seines Studiums entstand ein erster Kurzfilm, der neunminütige Egg. Die surrealistische Verarbeitung des Moby-Dick-Stoffs, die Zeitlin überwiegend in der Stop-Motion-Technik realisierte, brachte ihm im Frühjahr 2005 auf dem kalifornischen Filmfestival von San José einen ersten Preis ein. 2004 gründete Zeitlin gemeinsam mit befreundeten Studienkollegen das unabhängige Filmkollektiv Court 13, dem er seitdem angehört. Es wurde nach einer Squash-Halle auf dem Universitätscampus benannt, die den Filmemachern als Aufnahmeraum für ihre Kurzfilme diente. Die Gruppe bezeichnet sich selbst als „Graswurzelbewegung“ und „unabhängiges filmemachendes Heer“ aus Künstlern und Animatoren, deren „große Geschichten aus minimalen Teilen“ über echte Gruppen oder Menschen vom Rande der Gesellschaft handeln.
Nach Beendigung seines Studiums im Jahr 2004 ging Zeitlin wechselnden Berufen nach und reiste um die Welt, unter anderem nach Europa. Er hatte geplant, ein neues Kurzfilmprojekt auf einer griechischen Insel zu drehen, was sich aber zerschlug, sowie in der Tschechischen Republik mit den bekannten Filmemacher Jan Švankmajer zusammenzuarbeiten. Diesen zählte Zeitlin neben Terrence Malick, John Cassavetes und Emir Kusturica zu seinen Vorbildern (Kusturicas preisgekrönter Spielfilm Underground inspirierte Zeitlin selbst Filmemacher zu werden). Zeitlin lebte eigenen Angaben zufolge heimatlos in Prag, als er aus den Nachrichten von den Zerstörungen in New Orleans erfuhr, die Ende August 2005 der Hurrikan Katrina hinterlassen hatte. Zeitlin hatte als Kind die Stadt besucht und beschloss, die Geschichte seines nächsten Kurzfilms vor dem Hintergrund der verheerenden Sturm-Katastrophe in New Orleans abzudrehen. Zuvor realisierte er den Kurzfilm The Origins of Electricity (2006), mit zwei wissbegierigen Glühlampen als Hauptakteuren. Der Stop-Motion-Film war im Rahmen des $99 Special-Programms des Slamdance Film Festival entstanden, das vorsah, einen Film innerhalb von 99 Tagen mit einem Budget von unter 99 US-Dollar zu realisieren.

### Erfolge mit „Glory at Sea“ und „Beasts of the Southern Wild“
2006 übersiedelte Zeitlin nach Louisiana, wo der 25-minütige Kurzfilm Glory at Sea entstand, an dem er als Regisseur, Drehbuchautor sowie neben Dave Romer als Filmkomponist mitwirkte. Die 100.000 US-Dollar teure Fantasy-Produktion schildert, wie eine bunt zusammengewürfelte Gruppe aus Überlebenden gemeinsam ein Boot aus gefundenen Überresten auf den Straßen zusammenbaut und in See sticht, in der Hoffnung, mit ihrem Liebenden auf dem Grund des Meeres wiederzufinden. Glory at Sea, aus der Sicht eines ertrunkenen afroamerikanischen Mädchens erzählt, wurde Anfang März 2008 auf dem texanischen Filmfestival South by Southwest uraufgeführt. Zeitlin selbst konnte an der Premiere nicht teilnehmen, nachdem er in einen schweren Verkehrsunfall verwickelt war, bei dem er sich Hüfte und Becken brach und beide Knöchel verstaucht hatte. Die Kosten von 80.000 US-Dollar für seine medizinische Behandlung wurden mit Hilfe von Berufskollegen finanziert, da Zeitlin nicht krankenversichert war. Glory at Sea gewann währenddessen eine Reihe an US-amerikanischen Festivalpreisen. Die New York Times lobte Zeitlins Regiearbeit, die ihrer Meinung nach aus der Masse an Produktionen über Hurrikan Katrina herausstach. Der Film verlagere die Tragödie in das Reich der Mythen und erinnere an die feierlichen Rituale New Orleans, wie es früher einmal war.

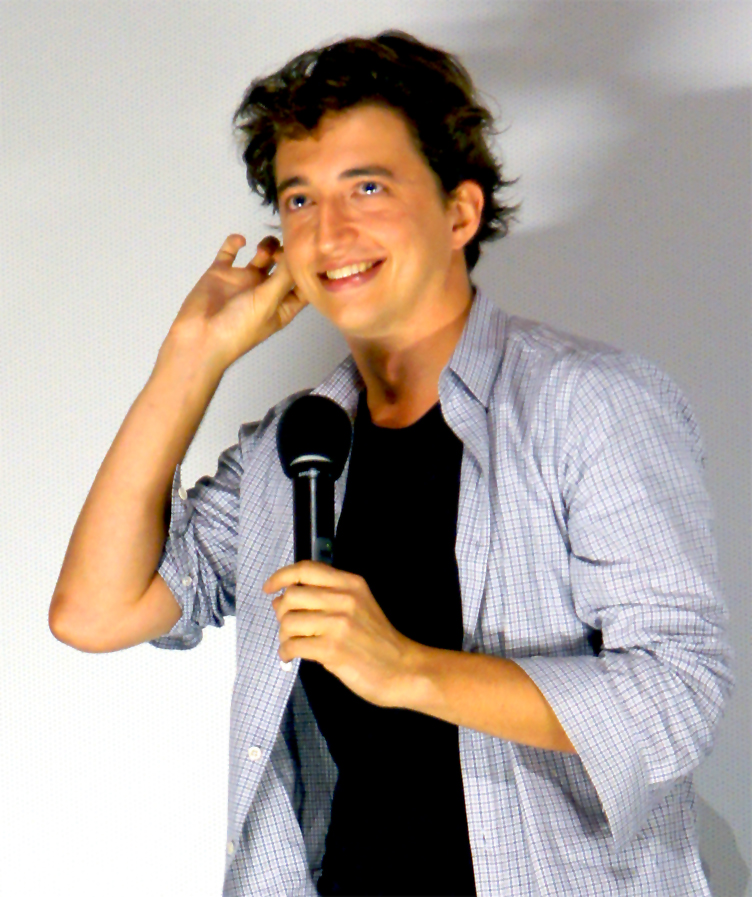
Zeitlin in Berlin (2012)

Der internationale Durchbruch als Filmemacher gelang Zeitlin 2012 mit seinem Spielfilmdebüt Beasts of the Southern Wild, zu dem er erneut gemeinsam mit Dave Romer die Filmmusik schuf. Das mit Laiendarstellern besetzte Fantasy-Drama berichtet von einem naturverbundenen afroamerikanisches Mädchen, das mit ihrem schwerkranken Vater im abgelegenen Sumpfland Louisianas aufwächst und mit einem heraufziehenden Sturm konfrontiert wird. Das Drehbuch basierte ursprünglich auf dem Theaterstück Juicy and Delicious der befreundeten Autorin Lucy Alibar, das beide im Rahmen der Drehbuchwerkstatt des Sundance Film Institute umschrieben und ihnen 2010 den Nachwuchspreis („NHK Award“) beim Sundance Film Festival einbrachte. Die aus verschiedenen unabhängigen Quellen finanzierte, 1,3 Mio. US-Dollar teure Produktion, die Zeitlin nicht als Fortsetzung, sondern als „eine Art Weiterführung“ zu Glory at Sea beschrieb, wurde Ende Januar 2012 im Wettbewerb des Sundance Film Festival uraufgeführt. Beasts of the Southern Wild wurde mit dem Hauptpreis für den besten Spielfilm ausgezeichnet. Die US-amerikanischen Kritikerin Manohla Dargis lobte den Film als einen der besten, die in zwei Jahrzehnten auf dem Sundance Film Festival aufgeführt worden seien. Es handle sich um eine „magische, realistische Fabel“ sowie „Helden-Reise, in einen in herrlicher Weise mythologisierten Teil von Süd-Louisiana […]“ spielend. Zeitlins Film gewann weitere Auszeichnungen auf internationalen Festivals, darunter die Caméra d’Or für den besten Debütfilm auf den 65. Internationalen Filmfestspielen in Cannes im Mai 2012. 2013 wurde Beasts of the Southern Wild für vier Oscars nominiert, darunter Zeitlin selbst als bester Regisseur und gemeinsam mit Lucy Alibar für das beste adaptierte Drehbuch.
Benh Zeitlin lebt mit weiteren Mitgliedern des Filmkollektivs Court 13 in einer Wohngemeinschaft in Bywater, New Orleans. Seine Schwester Eliza gehört ebenfalls der Gruppe als Szenenbildnerin an, die er als „visuellen Kopf“ hinter den Court 13-Produktionen bezeichnete.

## Filmografie
- 2005: Egg (Kurzfilm)
- 2006: The Origins of Electricity (Kurzfilm)
- 2008: Glory at Sea (Kurzfilm)
- 2012: Beasts of the Southern Wild
- 2020: Wendy

## Auszeichnungen
- 2005: Spezialpreis der Jury des San José Film Festival für Egg
- 2008: SXSW Wolphin Award des SXSW Film Festival für Glory at Sea
- 2008: Spezialpreis der Jury des Boston Independent Film Festival für Glory at Sea
- 2008: Spezialpreis der Jury des CineVegas International Film Festival für Glory at Sea
- 2008: Spezialpreis der Jury des Birmingham Sidewalk Moving Picture Festival für Glory at Sea
- 2008: Jurypreis des Woodstock Film Festival für Glory at Sea
- 2008: Kurzfilmpreis des New Orleans Film Festival für Glory at Sea
- 2010: NHK Award des Sundance Film Festival für das Filmprojekt Beasts of the Southern Wild
- 2012: Großer Preis der Jury (Bester Spielfilm) des Sundance Film Festival für Beasts of the Southern Wild
- 2012: Chicago Film Critics Association Award als vielversprechendster Filmemacher für Beasts of the Southern Wild
- 2012: Caméra d’Or (bester Debütfilm), FIPRESCI-Preis der Sektion Un Certain Regard, Prix Regards Jeune und Lobende Erwähnung der Ökumenischen Jury bei den 65. Internationalen Filmfestspiele von Cannes für Beasts of the Southern Wild
- 2012: Publikumspreis des Los Angeles Film Festival für Beasts of the Southern Wild
- 2012: Regiepreis des Seattle International Film Festival für Beasts of the Southern Wild
- 2012: Großer Preis der Jury und Nachwuchspreis des Festivals des amerikanischen Films für Beasts of the Southern Wild
- 2012: Publikumspreis des Fantasy Filmfests für Beasts of the Southern Wild
- 2012: Sutherland Trophy bei den British Film Institute Awards
- 2012: National Board of Review Award (Bestes Regiedebüt)
- 2012: Ray Bradbury Award für das beste Drehbuch